# 由貴とキッチュの夜にもふかしぎ
- 由貴とキッチュの世にもふかしぎ
- 由貴とキッチュの夜にも不可思議
- 由貴とキッチュの世にも不可思議

由貴とキッチュの夜にもふかしぎ（ゆきとキッチュのよにもふかしぎ）は、1985年4月8日から1986年4月4日まで、ニッポン放送他NRN系列各局で放送されていたラジオ番組。

## 概要
斉藤由貴にとってはラジオ初レギュラー、キッチュ（松尾貴史）にとっては同じニッポン放送では1984年10月から1985年3月まで放送されていた『ラジオショック!うわさのトップ40』（月曜〜金曜 21:00〜22:00）に続くレギュラーである。サンチェーン（現在はローソンに合併）の一社提供番組。
本番組のコンセプトは『笑いの中に、今までと違った「ふかしぎ」（不可思議）な夜』。何気ない日常での出来事を素材として、そこに疑問を投げかけた上で徐々に解釈していくといった企画を行っていた他、二人の本音トークや当時すでに100以上のレパートリーがあったキッチュのものまねを交えたギャグ、コントをしたりと「好き勝手に番組を展開」していたとされている。
ゲストも多く迎えていたが、聴取率調査週間（スペシャルウイーク）の時期になるとキッチュがいなくなり、斉藤とゲストとのトークによる番組に変わっていたという。
エンディングテーマには『情熱』（1985年11月から）など、斉藤の曲が流れていた。

## 放送時間・ネット局
ニッポン放送のみ月曜日から木曜日までの放送。各ネット局は全て月曜日から金曜日までの放送であり、金曜日放送分は以下のネット局への裏送りとなっていた。
- ニッポン放送（制作局）：24:30 - 24:40
- STVラジオ：24:50 - 25:00
- 東北放送：22:50 - 23:00
- 新潟放送：22:20 - 22:30
- 東海ラジオ放送：23:10 - 23:20
- 長崎放送：22:50 - 23:00